# Nguyễn Thị Minh Lý
Nguyễn Thị Minh Lý (1907 - 15 tháng 6, 1997 tại tỉnh Hải Hưng cũ, nay là Hải Dương) là Nghệ sĩ nhân dân, diễn viên chèo Việt Nam, là con gái của nghệ nhân chèo Trùm Thịnh. Bà là đại diện xuất sắc nhất của trường phái chèo nhời, tức là trường phái đề cao tính trữ tình trong cách hát chèo.
Bà cùng cha và Nghệ sĩ Nhân dân Cả Tam đã từng "đấu" vào đầu những năm 1960, một hình thức tranh luận, để sửa lại hầu hết các làn điệu chèo cổ cho phù hợp với trình độ thẩm âm thời hiện đại.
Cùng với bà Nguyễn Thị Phúc, Minh Lý là một trong hai giai nhân tuyệt sắc đầu thế kỷ 20 của sân khấu Việt Nam.

## Tiểu sử và sự nghiệp
Nguyễn Thị Minh Lý sinh năm 1907 (có tài liệu ghi là 1910 hoặc 1912) tại huyện Thanh Miện, tỉnh Hải Hưng cũ, nay là Hải Dương, là con gái ông Nguyễn Văn Thịnh và bà Nguyễn Thị Mơ.
Nguyễn Thị Minh Lý sớm bộc lộ tài năng chèo. Năm 17 tuổi, bà đã nổi tiếng với một loạt vai trong các vở Quan Âm Thị Kính, Lưu Bình – Dương Lễ, Kim Nham, Lọ nước thần. Trước năm 1945, hãng Lécos phát hành đĩa ghi giọng hát bà khắp Đông Dương và Pháp. Sau năm 1954 bà đã đào tạo ra nhiều thế hệ diễn viên chèo tài năng cho sân khấu chèo Việt Nam. Tiêu biểu có Thanh Hoài, Minh Thu, Đoàn Thanh Bình,… Nhưng những học trò xuất sắc nhất này cũng chỉ tiếp thu được một phần tài năng của bà. Minh Thu là người có cách luyến chữ khi hát giống với bà nhất, nhưng về chất giọng thì người gần gũi với bà hơn lại là Thanh Bình.
Với những đóng góp cho nghệ thuật chèo, bà được nhà nước Việt Nam phong tặng danh hiệu Nghệ sĩ ưu tú năm 1988, Nghệ sĩ nhân dân năm 1993.
Bà mất ngày 15 tháng 6 năm 1997, hưởng thọ 90 tuổi.

## Đời tư
Năm 1931, bà làm vợ bé của ông Nghè Thảo, một viên quan lớn trong triều đình Huế.
Khi bà mang thai thì ông Thảo có việc phải quay về Huế. Bà vợ cả của ông Thảo là em gái vua Khải Định, vì nổi máu ghen nên sai người mang thuốc độc ra Hà Nội để sát hại bà.
Khi nhận được tin báo cha con bà liền chạy về ẩn náu tại Thái Bình. Khi sinh con chưa đầy cữ, Minh Lý đã phải gửi con nhờ mẹ kế nuôi hộ, còn bà phải trốn cửa chùa để nương náu mới tránh họa sát thân.
Sau này, bà bị một viên lý trưởng vu oan nhưng được tri phủ Thái Bình Phan Học Hải cứu giúp. Ông Hải đã và cầu hôn và được bà đồng ý. Bà Lý hoàn tục về làm vợ lẽ của Phan Học Hải nhưng vẫn ở với cha và đi hát. Sau 10 năm, vì không chịu được cảnh chung chồng nên bà quyết định chia tay Phan Học Hải.